# Zhajiang mian
Les zhajiang mian (chinois simplifié : 炸酱面 ; chinois traditionnel : 炸醬麵 ; pinyin : zhájiàng miàn ; litt. « nouilles à la sauce zha »), sont une spécialité culinaire à base de nouilles de blé épaisses de la province du Shandong à au Nord-Est de la Chine. Son nom vient de l'utilisation d'une sauce constituée de soja noir fermenté. Elle peut contenir différentes sortes de légumes frais ou saumurés, différentes sortes de haricots, du tofu ou différents types de viande,,.
Elle a également été exporté en Corée, ou le plat se prononce jjajangmyeon (coréen : 짜장면 ; hanja : 炸醬麵) et au Japon ou le plat se prononce jajamen (en) (japonais : じゃじゃ麺).